# Ministère de l'Agriculture et de l'élevage
Cet article concerne un ministère guinéen. Pour son équivalent brésilien, voir Ministère de l'Agriculture et de l'Élevage (Brésil).
Pour les articles homonymes, voir Ministère de l'Agriculture.
Le ministère de l'Agriculture est un ministère guinéen dont le ministre est Felix Lamah.

## Titulaires depuis 2007
| Nom | Nom                            | Dates du mandat | Dates du mandat | Gouvernement(s)                                |
| --- | ------------------------------ | --------------- | --------------- | ---------------------------------------------- |
|     | Mamadou Camara                 |                 |                 | Gouvernement Kouyaté                           |
|     | Mahmoud Camara                 | 19/06/2008      |                 | Gouvernement Souaré                            |
|     | Abdouramane Sanoh              |                 |                 | Gouvernement Komara                            |
|     | Lieutenant-Colonel Kèlèti Faro | 15/02/2010      |                 | Gouvernement Doré                              |
|     | Jean Marc Telliano             | 24/12/2010      | 15/01/2014      | Gouvernement Saïd Fofana (1)                   |
|     | Jacheline Marthe Sultan        | 01/2014         | 17/05/2018      | Gouvernement Saïd Fofana (2)Gouvernement Youla |
|     | Mariama Camara                 | 17/05/2018      | 05/09/2021      | Gouvernement Kassory I et II                   |
|     | Mamoudou Nagnalen Barry        | 29/10/2021      | 19/02/2024      | Béavogui et Bernard Goumou                     |
|     | Felix Lamah                    | 19/03/2024      | En cours        | Bah Oury                                       |